# Benjamin Fletcher
Benjamin Karl Fletcher (ur. 13 marca 1992) – brytyjski, a potem irlandzki judoka. Dwukrotny olimpijczyk. Zajął siedemnaste miejsce w Rio de Janeiro 2016 i Tokio 2020. Walczył w wadze półciężkiej.
Uczestnik mistrzostw świata w 2015, 2017 i 2019. Startował w Pucharze Świata w latach 2012-2017. Siódmy na mistrzostwach Europy w 2016 roku.

## Letnie Igrzyska Olimpijskie 2016
| Konkurencja | Eliminacje                 | Klas. końcowa |
| Konkurencja | Przeciwnik I               | Miejsce       |
| ----------- | -------------------------- | ------------- |
| 100 kg      | Beka Ghwiniaszwili (GEO) P | 17.           |

## Letnie Igrzyska Olimpijskie 2020
| Konkurencja | Eliminacje                       | Klas. końcowa |
| Konkurencja | Przeciwnik I                     | Miejsce       |
| ----------- | -------------------------------- | ------------- |
| 100 kg      | Mukhammadkarim Khurramov (UZB) P | 17.           |